# Fabian Obmann
Fabian Obmann (* 11. April 1996) ist ein österreichischer Snowboarder. Er startet in den Paralleldisziplinen.

## Werdegang
Obmann, der für den ASKÖ ESV St. Veit/Glan startet, nahm im März 2012 in Bad Gastein erstmals am Europacup teil, wobei er den 45. Platz im Parallel-Riesenslalom errang. In folgenden Jahren belegte er beim Europäisches Olympischen Winter-Jugendfestival 2013 in Predeal den siebten Platz im Parallel-Riesenslalom und bei den Juniorenweltmeisterschaften 2014 in Chiesa in Valmalenco den 13. Platz im Parallel-Riesenslalom sowie den vierten Rang im Parallelslalom. In der Saison 2014/15 nahm er in Bad Gastein erstmals am Snowboard-Weltcup teil, wobei er den 39. Platz im Parallelslalom errang und wurde bei den Juniorenweltmeisterschaften 2015 in Erzurum Sechster im Parallelslalom sowie Fünfter im Parallel-Riesenslalom. Bei den Juniorenweltmeisterschaften im folgenden Jahr in Rogla fuhr er auf den 15. Platz im Parallel-Riesenslalom und auf den zehnten Rang im Parallelslalom. In der Saison 2018/19 gewann er mit einem dritten Platz sowie vier zweiten und zwei ersten Plätzen alle drei Parallel-Wertungen des Europacups. In der Saison 2019/20 wurde er Zweiter und in der Saison 2020/21 Dritter in der Parallel-Wertung des Europacups. Zudem erreichte er in der Saison 2020/21 mit Platz acht im Parallelslalom in Bannoye seine erste Top-Zehn-Platzierung im Weltcup. In der Saison 2021/22 kam er im Weltcup dreimal unter die ersten Zehn und errang damit den 18. Platz im Parallel-Weltcup. Nach Platz 12 im Parallelslalom in Winterberg zu Beginn der Saison 2022/23, erreichte er bei weiteren zehn Teilnahmen im Weltcup neun Top-Zehn-Ergebnisse. Dabei wurde er in Bansko Zweiter im Parallelslalom und holte im Parallelslalom in Berchtesgaden seinen ersten Weltcupsieg. Beim Saisonhöhepunkt, den Snowboard-Weltmeisterschaften 2023 in Bakuriani, belegte er den neunten Platz im Parallel-Riesenslalom, den fünften Rang im Teamwettbewerb und den vierten Platz im Parallelslalom. Zum Saisonende gewann er den Parallel sowie den Parallelslalom-Weltcup. Im Parallel-Riesenslalom-Weltcup errang er den achten Platz.

## Weltcupsiege und Weltcup-Gesamtplatzierungen

### Weltcupsiege

#### Weltcupsiege im Einzel
| Nr. | Datum         | Ort           | Disziplin      |
| --- | ------------- | ------------- | -------------- |
| 1.  | 18. März 2023 | Berchtesgaden | Parallelslalom |

#### Weltcupsiege im Team
| Nr. | Datum         | Ort           | Disziplin             |
| --- | ------------- | ------------- | --------------------- |
| 1.  | 19. März 2023 | Berchtesgaden | Parallelslalom Team 1 |

### Weltcup-Gesamtplatzierungen
| Saison  | Parallel | Parallel | Parallel-Riesenslalom | Parallel-Riesenslalom | Parallelslalom | Parallelslalom |
| Saison  | Punkte   | Platz    | Punkte                | Platz                 | Punkte         | Platz          |
| ------- | -------- | -------- | --------------------- | --------------------- | -------------- | -------------- |
| 2014/15 | 19       | 64.      | -                     | -                     | 19             | 60.            |
| 2015/16 | 16       | 66.      | -                     | -                     | 16             | 63.            |
| 2016/17 | 38,5     | 64.      | -                     | -                     | 38,5           | 48.            |
| 2017/18 | 151,1    | 52.      | 65,6                  | 59.                   | 85,5           | 43.            |
| 2018/19 | 467,3    | 39.      | 257,3                 | 37.                   | 210            | 33.            |
| 2019/20 | 745,7    | 28.      | 517,7                 | 28.                   | 228            | 28.            |
| 2020/21 | 88       | 26.      | 32                    | 29.                   | 56             | 19.            |
| 2021/22 | 152      | 18.      | 66                    | 23.                   | 86             | 14.            |
| 2022/23 | 485      | 1.       | 188                   | 8.                    | 297            | 1.             |
| 2023/24 | 421      | 8.       | 246                   | 8.                    | 175            | 9.             |
| 2024/25 | 235      | 17.      | 106                   | 13.                   | 341            | 18.            |